# 羊角天麻
羊角天麻（学名：Dobinea delavayi）为漆树科九子母属下的一个种。